# Roncourt
Roncourt är en kommun i departementet Moselle i regionen Grand Est (tidigare regionen Lorraine) i nordöstra Frankrike. Kommunen ligger i kantonen Marange-Silvange som tillhör arrondissementet Metz-Campagne. År 2022 hade Roncourt 1 048 invånare.

## Befolkningsutveckling
Antalet invånare i kommunen Roncourt
| Referens: INSEE |